# Il colore del vento (film)
Il colore del vento è un documentario del 2010 diretto da Bruno Bigoni.

## Trama
Prendendo come spunto le canzoni dell'album Crêuza de mä di Fabrizio De André, seguiamo il viaggio dei marinai imbarcati su una nave mercantile che fa scalo nei porti di Barcellona, Tangeri, Bari, Sousse, Sidone, Lampedusa, Dubrovnik e Genova. Vengono così raccontate la diversità e la varietà di alcune culture del Mediterraneo.

## Distribuzione
È stato presentato al Festival internazionale del film di Roma 2010 nella sezione Extra. In Italia film è stato distribuito in sala da Teodora Film a partire dal 14 aprile 2011.
Ha inoltre partecipato all'Aljazeera International Documentary Film Festival, Seattle True Independent Film Festival, Sole Luna Doc-film Festival, Festival international du cinéma méditerranéen de Montpellier, Cinefestival della Brianza, Giro Cinema Italiano, Clorofilla film festival, Mantova film festival, Maratea film festival, Bari International Film Festival, Festival de Cine Italiano de Madrid.

## Critica
"Non sapeva né leggere né scrivere mio padre, ma è stato un buon maestro". Parola di anziana anarchica catalana, che apre il documentario mediterraneo di Bruno Bigoni e ne fa anche da recensione: a vincere sulla forma è sicuramente il contenuto militante e appassionato, che sulle note di Crêuza de mä di De André — è Mauro Pagani a firmare la colonna sonora - rintraccia migranti e speranze tra Lampedusa e Tangeri, la Vlora carica di albanesi a Bari e Violeta che ne scese con un figlio in grembo e oggi è mediatrice culturale e badante.
(Federico Pontiggia, Il Fatto Quotidiano, 14 aprile 2011)

## Riconoscimenti
- 2011 - Sole Luna Doc-film Festival
  - Premio al lungometraggio della "sezione mare"[4]